# Jacques Martineau
Jacques Martineau (* 8. července 1963 Montpellier) je francouzský režisér a scenárista.

## Biografie
Své mládí strávil v Nice a poté vystudoval École normale supérieure v Paříži, kde získal doktorát. Vyučuje na Univerzitě Paříž X Nanterre.
V roce 1995 navázal profesionální a osobní vztah s Olivierem Ducastelem, se kterým v roce 1997 napsal a natočil svůj první celovečerní film Jeanne a skvělý chlapík, komediální muzikál na téma AIDS. Film byl uveden na 48. Berlínském filmovém festivalu.
Námětem jeho filmů je převážně homosexualita, která se objevuje i v nejambicióznějším projektu, téměř tříhodinovém filmu Nés en 68.

## Filmografie
- 1998: Jeanne a skvělý chlapík
- 2000: Félixova dobrodružství
- 2002: Můj skutečný život v Rouenu
- 2005: Crustacés et Coquillages
- 2008: Narozeni v 68
- 2010: L'Arbre et la Forêt
- 2010: Juste la fin du Monde (televizní zpracování divadelní hry)
- 2016: Théo a Hugo
- 2019: Haut-Perchés

## Ocenění
- 2000: Teddy Award za film Félixova dobrodružství
- 2009: Cena Jeana Viga za L’Arbre et la Forêt
- 2016: Teddy Award – cena publika za film Théo a Hugo